# Hafnium(II)-hydrid
Hafnium(II)-hydrid, HfH2, ist das zweiwertige Salz des Übergangsmetalls Hafnium aus der Gruppe der Hydride.

## Eigenschaften
Hafnium(II)-hydrid ist isostrukturell mit Titandihydrid. Es kristallisiert in einem kubischem Kristallsystem mit der Raumgruppe Fm3m (Raumgruppen-Nr. 225). Bei Anwesenheit von Sauerstoff entzündet sich die Verbindung bei 190 °C.